# Kryspin Pyrgies
Kryspin Pyrgies (4 de enero de 1985) es un deportista polaco que compitió en ciclismo de montaña en la disciplina de campo a través. Ganó tres medallas en el Campeonato Mundial de Ciclismo de Montaña entre los años 2003 y 2006, y una medalla de plata en el Campeonato Europeo de Ciclismo de Montaña de 2003.

## Palmarés internacional
| Campeonato Mundial | Campeonato Mundial      | Campeonato Mundial | Campeonato Mundial         |
| Año                | Lugar                   | Medalla            | Competición                |
| ------------------ | ----------------------- | ------------------ | -------------------------- |
| 2003               | Lugano (Suiza)          | Medalla de oro     | Campo a través por relevos |
| 2004               | Les Gets (Francia)      | Medalla de bronce  | Campo a través por relevos |
| 2006               | Rotorua (Nueva Zelanda) | Medalla de bronce  | Campo a través por relevos |
| Campeonato Europeo |                         |                    |                            |
| Año                | Lugar                   | Medalla            | Competición                |
| 2003               | Graz (Austria)          | Medalla de plata   | Campo a través por relevos |